# Auxili
Auxili est un groupe espagnol de reggae, originaire de Catalogne. Il joue du reggae mêlé à des touches de ska, de ragga et de hip-hop dans certains de leurs morceaux. Le groupe a toujours opté pour le téléchargement gratuit de ses disques.

## Histoire
Les fondateurs d'Auxili sont Esteve Tortosa et Marc Andrés (chant), Salva Berenguer (trompette) et Miguel Ramos (batterie). Plus tard, Fèlix Cortés (guitare et chœurs), Adrià Llin (basse et chœurs), Gustau Garcia (percussions), Sam (ingénieur du son et producteur), Miki Garcia (trombone) et Joan Marc Pérez (claviers) les rejoignent.
Pour l'édition 2016 du Festivern, Auxili compose le morceau Foc i vent, utilisée comme clip promotionnel. Elle bénéficie de la collaboration de plusieurs artistes tels qu'Alguer Miquel de Txarango, Josep « Panxo » de La Raíz et Simone et Michelle de Train to Roots. En mars 2018, avec l'avant-première du clip Hui la liem, Auxili présente son troisième album : Tresors. Caractérisé par une utilisation plus connue des sonorités de musique électronique, il comprend plusieurs collaborations (Panxo de Zoo, Ander de Green Valley et Josep Montero de Oques Grasses) et deux chansons adaptées de Raimon et Maria del Mar Bonet.
En 2022, Auxili sort l'album Guaret, à la base festive et énergique, aux paroles fidèles à sa carrière et aux collaborations de Maria Bertomeu, Tribade et Los Chikos del Maíz. En 2025, il sort Aborigen, sa cinquième œuvre, avec dix nouvelles chansons qui explorent de nouveaux horizons musicaux sans perdre l'essence combative et festive qui les caractérise et les collaborations d'Adala, Malifeta, Les Testarudes, Santa Salut et Carles Caselles de Smoking Souls.

## Style musical
En tant que groupe, ils soutiennent les luttes populaires. Leurs paroles, principalement en valencien, sont chargées de messages de protestation : ils dénoncent les inégalités sociales, les violences policières, la corruption politique et le système capitaliste. Par ailleurs, Auxili propose également des chansons qui abordent l'amour et les chagrins, la fraternité et l'amitié. Leurs références musicales sont des groupes tels que Obrint Pas, Atzukak, Al Tall et La Gossa Sorda.

## Discographie

### Albums studio
- 2013 : Dolç atac (auto-édition)
- 2016 : Instants cremant (Propaganda Pel Fet!)
- 2018 : Tresors (Propaganda Pel Fet!)
- 2022 : Guaret (Propaganda Pel Fet!)
- 2025 : Aborigen (Propaganda Pel Fet!)

### Démos
- 2010 : Existirem...? (Quimera Records)